# Gråstrupig grönbulbyl
Gråstrupig grönbulbyl (Arizelocichla tephrolaema) är en fågel i familjen bulbyler inom ordningen tättingar.

## Utseende och läte
Gråstrupig grönbulbyl är en stor och ljudlig bulbyl. Den har olivgrön kropp, mer gulgrön buk och askgrått huvud. Ögonen är mörkt rödaktiga, omgivna av vita partiella halvmånar. Näbben är helsvart. Bland lätena hörs upprepat tjatter, ibland avslutat med ett "kekeKOWLP!" samt upprepade "chup-chup-chupup" eller liknande.

## Utbredning och systematik
Gråstrupig grönbulbyl delas upp i två underarter med följande utbredning:
- A. t. bamendae – bergstrakter i sydöstra Nigeria och närliggande västra Kamerun
- A. t. tephrolaema – sydvästra Kamerun (berget Kamerun samt ön Bioko

## Levnadssätt
Gråstrupig grönbulbyl hittas i bergsskogar och skogsbryn. 

## Status
Arten har ett stort utbredningsområde och beståndet anses vara stabilt. Internationella naturvårdsunionen IUCN listar den därför som livskraftig (LC).